# Давид Гоцман
Дави́д Ма́ркович Го́цман — главный герой телесериала «Ликвидация», подполковник милиции, начальник отдела по борьбе с бандитизмом Одесского уголовного розыска. Воплощён на экране актёром театра и кино Владимиром Машковым. За воплощённый им образ Давида Гоцмана Владимир Машков был удостоен российской национальной премии «Золотой орёл» в номинации за лучшую мужскую роль на телевидении; стал обладателем «Золотого Дюка» за вклад в культурную жизнь Одессы в рамках Первого одесского международного кинофестиваля, а также звания «Почётный гражданин Одессы» от одесских муниципальных властей.
В 2008 году в Одессе был установлен памятник Давиду Гоцману.

## Краткое описание персонажа
Боевой офицер, фронтовик, разведчик. В 1937 году с отличием окончил Центральную школу милиции НКВД СССР. После тяжёлого ранения в течение продолжительного времени, около года, лечился в госпитале. До начала Великой Отечественной войны биография Д. М. Гоцмана содержит некие «белые пятна» относительно его предыдущего рода занятий, отношений с криминальным миром и законопослушности в целом. Однако на момент событий, описываемых в фильме, он — убеждённый борец с преступностью. Склонен к вредным привычкам — курит и пьёт.

## Создание кинематографического образа. От идеи до воплощения
Творческий директор студии «Дед Мороз» Олег Компасов в 2004 году в Одессе снимал свой очередной сериал и, разъезжая по разным районам города, внезапно понял, что город с послевоенной поры совсем не изменился. Так родилась идея снять в Одессе что-нибудь послевоенное — новое «Место встречи изменить нельзя» с трюками и перестрелками Джона Ву. По приезде в Москву среди книг своей матери Компасов нашёл трёхтомник Виктора Файтельберг-Бланка «Бандитская Одесса». Это нехудожественное произведение, по сути являющееся изложением сюжетов, найденных Файтельберг-Бланком в архивах Одесского уголовного розыска (куда у автора был доступ), среди которых была история про то, как после войны, в 1946 году,  Жукова отправили командовать Одесским военным округом, что для Маршала Победы было весьма унизительным. В Одессе маршала встретил разгул преступности, с которой он сразу же решил бороться. Была разработана операция «Карнавал», в которой участвовали самые опытные офицеры, как мужчины, так и женщины. Их переодели в трофейную одежду для провокации преступников на нападение. В результате больше половины преступников были истреблены. В сериале было решено обыграть приезд Жукова и работу оперативника Давида Гоцмана, которого и играл Владимир Машков. На следующий год Компасов опять поехал в Одессу — снимать фильм. Там он встретился с Файтельберг-Бланком, который сильно помог в работе над фильмом. Сценаристу Алексею Пояркову для полноты ощущения местного колорита пришлось даже несколько месяцев жить в Одессе: он ездил в трамваях, стоял в очередях. Отыскали даже секретаршу Жукова.
Успех фильма «Ликвидация» Олег Компасов объясняет тем, что до «Ликвидации» опер никогда не был евреем, более того, опер выпивает, у него несчастная любовь, и он не стреляет в воров, а договаривается с ними. Так же как новым в своё время стал сериал «Семнадцать мгновений весны», ведь до этого никогда ещё в советском кино так не показывали немцев: как они пьют, как себя ведут, в какие кафе ходят, как шутят. До этого они были сплошь дураками, а стали интеллигентными, жестокими, умными. И вот, пожалуйста, даже несмотря на количество ляпов — бешеный успех.
Писатели Аркадий Вайнер и Эдуард Кузнецов отмечают, что Владимир Машков колоритно выделялся даже на фоне знаменитостей из числа персонажей сериала. Конечно, выражаясь по-одесски, за его успех в картине говорило многое: главная роль, богатая драматургия, многоцветный образ. Но всё это не само шло в руки. Машкову немало пришлось потрудиться, чтобы стать похожим на одессита. Он почти целый год жил в Одессе, общался с теми, кто мог ему помочь погрузиться в послевоенную эпоху (от работников одесской милиции до «авторитетов» воровского мира). В чём-то его собственная судьба перекликалась с судьбами героев с «крутыми» биографиями. Он неплохо знал обычаи криминальной жизни, что помогло ему достоверно воссоздать образ главного героя в картине «Вор». Воплотиться в одесского прототипа Гоцмана — Давида Михайловича (Менделевича) Курлянда (сироты, детдомовца, замначальника одесского УГРО) — было для него проблемой не столько трудной, сколько увлекательной, на основании чего у Вайнера и Кузнецова есть все основания считать, что Машков в этой роли останется в памяти не как очередной «мент», а как привлекательный человек — одессит Давид Маркович.
По словам самого Владимира Машкова, создать образ борца с преступностью ему помогли его собственные: бандитское детство, криминальная юность, уличные драки до первой крови… И перемена в персонаже, когда тот подался на патрульно-постовую службу, имела место в юности самого Машкова: до девятого класса он был хроническим двоечником. Потом, по его собственному признанию, понял, что знание — сила, и в результате школу окончил почти хорошо. Машков и другие российские актёры, принимавшие участие в съёмках, брали уроки у местного лингвиста, который ставил им одесский акцент. Для придания достоверности своей игре и для того, чтобы лучше понять своего персонажа, войти в образ, Владимир Машков специально общался с взаправдашними одесскими «авторитетами» на пенсии. У них он обучался специальному жаргону. Один из них, когда-то зарабатывавший деньги в игорных притонах, даже обучал актёра игре в карты. По слухам, Машкову, для того чтобы создать реалистичный образ подтянутого розыскника в послевоенное время, удалось похудеть на 20 кг. Съёмки проходили во многих живописных местах Одессы и актёр, подстриженный по военной моде 40-х годов, появляясь на улицах, вызывал к себе повышенный интерес не только у женской половины города. Машков фотографировался со всеми желающими и никому не отказывал в автографе. При этом выглядел счастливым. Актриса Светлана Крючкова, игравшая в сериале роль тёти Песи, рассказывала в интервью газете «Труд», что весь долгий съёмочный период «Ликвидации» с первого и до последнего дня актёр перевоплотился в своего персонажа и был Гоцманом, а не Володей Машковым. На это сам Машков поведал следующее:

И Давид Гоцман, и мой герой в «Кандагаре» — не вымышленные персонажи, у них есть прототипы. Да и обе истории для меня правдоподобные <…> Что же касается моего принципа в работе над ролью, то каждый раз передо мной стоит одна задача — справиться с самим собой. Разумеется, я примерял себя и к Гоцману, и к пилоту в «Кандагаре», но практически никогда не получал ответа, как бы поступил я, смог бы оказаться на такой же высоте и, самое главное, остаться человеком. Но в этом незнании главная интрига моей жизни и профессии.
Тем временем Машков в восприятии одесситов стал ассоциироваться с сыгранным им персонажем, даже после ряда других ролей в крупнобюджетных художественных фильмах. Та же слава закрепилась за ним и среди актёрского сообщества. Так, даже несмотря на каждодневные многочасовые усилия гримёров при работе над фильмом «Распутин», где Машков играет царя Николая II, над актёром всё равно подтрунивали, что он теперь «Гоцман на троне».

## Обзоры журналистов и рецензии кинокритиков
«Голос Украины», официальное издание Верховной рады Украины, назвал актёрскую игру Владимира Машкова не иначе как блестящей. Журнал «Russian Town» называет игру Машкова идеальной. Режиссёр, как отмечается в журнале, выбрал на роль героя, вершащего правосудие, харизматичного человека. По мнению кинообозревателя газеты «Сегодня» Людмилы Воронковой, Владимир Машков в роли грозы всех бандитов, начальника Одесского УГРО, создаёт впечатление, что только начальник угрозыска Гоцман и маршал Жуков могут спасти город от происков немецкого шпиона «Академика» и безжалостной банды «Степных волков». 42-летний актёр в свободной рубахе, заправленной в милицейские галифе, и явно великоватых сапогах выглядел не просто стройным, а суперстройным, деловито щёлкая семечки.
Популярная одесская писательница Светлана Мартынчик пишет в своих дневниках, что самый кайф от просмотра сериала состоит в том, что Одесса, ставшая местом действия фильма, конечно же, совершенно не настоящая. Это Одесса из пространства анекдотов и баек про Одессу, причём анекдотов и баек, которые рассказывают уроженцы других мест, побывавшие в Одессе примерно дважды, на юморине, скажем, в семьдесят пятом, и потом ещё, пару лет спустя, в санатории, в Аркадии где-нибудь. Не зря почти все персонажи почти всегда интонационно фальшивят, как фальшивят все, или почти все жители России, пытаясь воспроизвести одесскую речь. Иногда у них получается правильно — наверное, случайно, но всё это не очень важно, честно говоря, вернее даже совсем не важно, потому что дикая, скрежещущая фальшь — это, как оказалось, даже и хорошо. Там, в этой насквозь фальшивой Одессе-из-анекдотов, совершенно живые люди живут свою живую жизнь. Жизнь переполняет их, это видно по глазам, по мимике, по пластике, это просто всё время видно, живую жизнь не утаишь. То есть актёрская игра, по мнению Мартынчик, обстоит на каком-то запредельном уровне, и не в одном Машкове — который натуральный гений — дело. Ну и Гоцман — олицетворение милосердия как обратной стороны личной силы. О…енный персонаж. Мартынчик признаётся, что тако́го в русском кинематографе вот так навскидку и не припомнит. Не говоря за всю Одессу, одессит Стас Юлевич пишет в «Литературной газете», что многим жителям этого славного города многосерийный художественный телефильм про Давида Гоцмана и операцию «Маскарад» определённо лёг на душу, и картина определённо произвела на черноморском берегу подобие небольшого фурора: «…И вот дёрнула же меня нелёгкая пересмотреть кино Сергея Урсуляка! Захотелось, понимаешь ты, снова насладиться глубоко несериальной игрой Владимира Машкова. Не станем говорить за такие смешные мелочи, как показ в 1946 году „Подвига разведчика“, вышедшего на экраны годом позже. Куда важнее, что интерьеры коммуналок не кажутся искусственно состаренными декорациями, а галифе Гоцмана — свежепошитыми аккурат накануне съёмок какой-нибудь китайской артелью на Малой Арнаутской». И хоть список всех нестыковок и несообразностей можно продолжать очень долго, тот же Гоцман совершенно справедливо замечал про то, что не стоит «тянуть кота за все подробности», — резюмирует Юлевич.
Машков, как считает сценарист и режиссёр Олег Погодин, в последнее время очень скрыто работает, ему тяжело показывать уязвимость. Гоцман в «Ликвидации» — лучшая, по мнению Погодина, роль Машкова на сегодняшний день — это закрытый персонаж. Он всё больше скрипит зубами, играет желваками и тумаки раздаёт направо и налево. Машков и боль бы сыграл, но эта была бы боль раненого зверя, — говорит Погодин.
Алекс Экслер остался недоволен развязкой, в которой Гоцман, в обнимку с «Академиком», бросился со второго этажа военной прокуратуры, чтобы таким образом убить своего врага. Экслер напоминает, что с высоты не так давно падали юный Фандорин с Безруковым, неужели нельзя было, чтобы Гоцман как-то по-другому нейтрализовал своего противника? У историков и критиков, — продолжает Экслер, — есть более серьёзные претензии к фильму. Мол, и послевоенные одесские дворы были не такими, и одесский говор совершенно не такой был, и должность замначальника УГРО Давида Гоцмана кабинетная, а не шерифская, чтобы с собой носить по два пистолета и гранату. По мнению Экслера, слишком бьёт по ушам одесский говор — там он как-то не к месту. Кроме того, Машков, по словам Экслера, утомил зрителя своей манерой хмурить брови и думать, что он мачо. Неужели по-другому сыграть нельзя было, потоньше? — вопрошает Экслер. Ну и резанула не просто до предела фальшивая, а просто какая-то по-цирковому буффонадная сцена визита Гоцмана на застолье к одесским криминальным авторитетам. Совершенно непонятно, зачем это так было снято — смотрелось просто как фарс, — завершает Экслер своё впечатление о главном герое сериала.
Журналист Феликс Кохрит, лично знавший Давида Курлянда — основного исторического прототипа персонажа, отмечает, что подполковник Давид Гоцман — начальник отдела по борьбе с бандитизмом Одесского уголовного розыска — уж никак не мог входить в высокие кабинеты, на совещания к маршалу Жукову, и гоняться за бандитами по окраинам в одном и том же обмундировании: галифе, сапогах, потёртом пиджаке и кепке. Да и вряд ли его прототип носил за поясом «наган» и ТТ, нож за голенищем сапога и «лимонку» в кармане. Да и не жили офицеры милиции такого ранга в трущобных дворах на Ближних Мельницах, не умывались под дворовым краном. Тем не менее на вопрос о том, достоверно ли сыграл Владимир Машков Давида Гоцмана, Кохрит отвечает, что роль у него получилась.

## Гоцман и Жеглов
Телеобозреватель газеты «Коммерсантъ» Арина Бородина отмечала, что «Ликвидация» Сергея Урсуляка в значительной мере наследует знаменитому телесериалу Станислава Говорухина «Место встречи изменить нельзя» и изобилует заимствованиями, цитатами и отсылками к одному из самых любимых народом телехитов. Одесский колорит, безусловно, присутствует в сериале. В городе орудуют банды и недобитые немецкие шпионы. С ними сражается местный угрозыск во главе с обаятельным Давидом Гоцманом — его, по словам Бородиной, очень ярко сыграл Владимир Машков. По части сочного языка одесситов есть некоторый перебор. Актёры стараются, но выученных ими фразочек порой многовато, и это даже мешает понять, о чём именно говорят герои. Чувствуется и заимствование из уже известных зрителю киноисторий, главная из которых — «Место встречи изменить нельзя». В анонсах «Ликвидации» канал «Россия» даже использовал кадры из телефильма «Место встречи изменить нельзя». На «Первом канале» за день до премьеры «Ликвидации» были показаны все пять серий «Места встречи…». Тем не менее, треть зрителей[уточнить] каждый вечер смотрела «Ликвидацию» по словам Бородиной. «Сериал „Ликвидация“, несмотря на всё своё превосходство над другими современными проектами российского телевидения, слишком напоминает „Место встречи изменить нельзя“. И фактурой, и типажами. А в итоге герой Машкова Давид Гоцман смотрится как талантливая, но всё же копия Глеба Жеглова в исполнении Высоцкого», — такой вердикт сериалу вынес телекритик «Новых известий» Сергей Варшавчик.
Несмотря на то, что создатели сериала приезжали в музей истории органов внутренних дел Одесской области и встречались с Исаем Григорьевичем Бондаревым, полковником милиции, который был участником событий, отражённых в фильмах «Место встречи изменить нельзя» и «Ликвидация», картина получилась не совсем достоверной. "Зато удачно Машков подобран на роль главного героя. Он даже внешне схож с Курляндом, — отметил И. Г. Бондарев. Для оперативного состава эти фильмы культовые и герои в них — реальные, которые существовали в жизни. По характеру, по духу Жеглов (Высоцкий) и Гоцман (Машков) до мозга костей преданы своему делу, — говорил начальник уголовного розыска г. Протвино, подполковник милиции В. Е. Пучков.
Российский кинообозреватель, один из сопредседателей Общероссийской общественной организации «Журналисты России» Дмитрий Терехов, говоря о скрытой идеологической начинке фильма, отметил, что в первую очередь сразу бросается в глаза главный образ фильма — несгибаемого заместителя начальника угрозыска подполковника Гоцмана Давида Марковича, чьё имя, отчество и фамилию в фильме совершенно сознательно постоянно (и весьма навязчиво) повторяют по пятнадцать раз в каждой серии. Это идеологический заказ авторам. Ведь за последние 15 лет, как отмечает Терехов, зритель привык намертво связывать фамилии типа Гоцман, Коцман, Фридман, Шмульман и Абрамович с понятием «кровопийцы-олигархи», «залоговые аукционы», «чубайсовская приватизация», «дефолт», «продажная журналистика», «шакалящие у иностранных посольств диссиденты и несогласные» и прочими аналогичными реалиями, в первую очередь, ельцинской эпохи. Да и сейчас эта связка ещё не вполне ушла в прошлое. Вот именно для того, чтобы разрушить эти устойчивые ассоциации, Машков, по словам Терехова, и создал образ несгибаемого борца с преступностью подполковника Гоцмана. Зрителю, так сказать, преподают ненавязчивый урок толерантности…
Особенно интересно, по мнению Терехова, что Гоцман на протяжении фильма не боится спорить с абсолютным авторитетом тех лет и (как сказали бы теперь) «харизматической личностью» — маршалом Жуковым, и даже на некоторое время попадает за это в тюрьму НКВД. Этот штрих тоже не случаен, — обращает внимание Терехов, — это явный намёк на действующего президента России и героическое оппонирование ему из либерального и демократического лагеря. Но ещё интересней, по мнению Терехова, сама суть конфликта Гоцмана с Жуковым и привезёнными им с собой военными контрразведчиками, а также и конфликта фильмов «Ликвидация» и «Место встречи изменить нельзя». Здесь речь идёт о принципиальных идеологических позициях. Напомним, что в фильме «Место встречи изменить нельзя» ключевой конфликт между двумя ключевыми персонажами Жегловым и Шараповым был выражен фразой Высоцкого: «Вор должен сидеть в тюрьме!!! И неважно, как я его туда определю!» И хотя авторы «Места встречи», видимо, разделяли более позицию Шарапова, но помимо их воли в сознании зрителя более ярко засела именно ключевая фраза Жеглова. И это, по словам Терехова, не случайно, ибо эта фраза более всего соответствует глубинным архетипам русского народа. Ведь испокон веку на Руси известно, что, если что-либо делается несправедливо, то будь оно трижды по закону, но всё равно неправильно, а если всем известно, что человек — преступник, то его надо сажать, даже если доказательств недостаточно. Вот именно этот глубинный архетип и надеются сломать (или, как минимум, поколебать) авторы «Ликвидации». Здесь как раз противопоставляется, как они считают, «тупиковая» позиция Жукова и… немцев (а такую связку прямо даёт Гоцман на совещании у Жукова) и правильная (как они считают) позиция самого Давида Марковича. Жуков руководит волевы́м методом: если угрозыск не может справиться с преступностью, то нужно разом арестовать всех воров «в законе» (бандитских «авторитетов»), а если их всё-таки пришлось выпустить под давлением «народных» волнений, то в дело пускаются специалисты военной разведки, которые начинают «мочить в сортире» воров и бандюганов или, выражаясь современным языком, заниматься «внесудебными расправами». Соответственно, Гоцман мягко, но упорно отстаивает противоположную точку зрения: воров можно сажать то́лько по закону. С этой позицией охотно соглашаются и сами воры «в законе» в сцене мнимого расстрела перед тем, как их отпускают: выражая их мнение, сосед Гоцмана вор «дядя Ешта» (актёр Виктор Соловьёв) прямо так и говорит — если по закону, то можно… Вот, оказывается, кто заложил у нас основы так называемого «правового государства», которое в полной мере расцвело при Ельцине, — заключает Терехов.

## Образ еврея-боевика
Давид Гоцман и его друг Фима, два самых заметных персонажа фильма, — евреи. По этому поводу написал заметку известный российский писатель и кинокритик Сергей Кузнецов: во-первых, они — нерелигиозные евреи, то есть евреи, по большому счёту оторванные от еврейских корней. Вероятно, это соответствует правде: люди, жившие в 1946-м в Одессе, были советскими людьми — не очень религиозными. Они не ходили в синагогу, не говорили о религии, не воспринимали себя в контексте религиозной еврейской традиции. Во-вторых, это советские евреи, которые идентифицируют себя не как евреи, а как советские люди, жители некоего города: москвичи, ленинградцы, в данном случае — одесситы. И, наконец, в-третьих: это не страдательные фигуры. Даже погибший Фима погиб не жертвенно — героически. То же самое относится к Давиду Гоцману — герой без страха и упрёка, почти Высоцкий из «Места встречи», он всюду занимает позицию очень жёсткую, мужественную и победоносную. Правда, в фильме есть один эпизод, в котором косвенно затрагивается Холокост. Гоцман сидит в ресторане с помощником военного прокурора майором Кречетовым, и тот говорит, что в коллаборационизме можно обвинить и самого Гоцмана. Гоцман в ответ: «Мне штаны снять?». Собственно, только в этом эпизоде еврейство Гоцмана и обсуждается — именно в связи с Холокостом и именно как часть традиции: Гоцман обрезан. Примечательно по мнению Кузнецова и то, что довод Гоцмана тут же поставлен под сомнение. Кречетов отвечает: раз ты еврей, немцы не стали бы с тобой сотрудничать? Но немцы были прагматиками, они бы сотрудничали и с евреями. И Гоцман соглашается с ним: да, тут ты прав, немцы были прагматиками. И это, наверное, самый радикальный жест «Ликвидации» — куда радикальнее, чем главный герой-еврей. Однако во всём остальном мире, по словам Кузнецова, это нормальное явление, и отношение к евреям давно строится не вокруг Холокоста (хотя о нём, конечно, говорят и снимают фильмы), а вокруг государства Израиль и его политики. В России, поскольку Холокост замалчивался многие годы — как замалчивался и Израиль, — процесс сильно отстаёт. И, собственно, впервые в русском масскульте зритель видит образ еврея, совпадающий со стереотипом еврея израильского. Молодой, красивый, деятельный, нежадный, интересующийся женщинами — настоящий патриот, да ещё и «силовик». Типичный Моссад, — иронизирует Кузнецов. Такой образ современного еврея создаётся в мире уже лет тридцать-сорок — его можно любить или не любить, но он рисуется не на основе книжек Исаака Башевиса-Зингера и представлений о довоенном местечке. И то, что Гоцман и Фима говорят по-русски с характерными оборотами и шутками, не мешает главному герою быть не местечковым, а именно израильским евреем. Просто его Израиль — это Советский Союз 1946 года. Страна, созданная евреями, страна, в которой они смогли делать карьеру и за которую воевали. «Ликвидация», — продолжает Кузнецов, — это пример смены архетипа еврея в русском масскульте. Еврей-страдалец, жертва Холокоста, превратился в красавца-мужчину из спецслужб. Волна, во второй половине прошлого века поднявшаяся на Западе, наконец-то дошла до России — не только до зрителей, готовых это принять, но и до творцов, готовых снять кино, где главный герой будет евреем, но не тем стереотипным евреем, которого показывали предыдущие сто лет русской кинематографии. Таким образом, ответ на вопрос: каким должен быть позитивный образ еврея в современной массовой культуре? — становится, по мнению Кузнецова, очевиднее. Еврей в масскульте должен быть не очень евреем — скорее всечеловеком. Он не должен быть страдательной фигурой, и из всех еврейских стереотипов можно обыгрывать «еврей умён, хитёр и говорит на смешном русском». Не следует говорить об иудаизме, не следует говорить о Холокосте. Следует взять лучшее и позитивное у модели еврея-израильтянина. Успех такой модели, успех фильма «Ликвидация» показывают, что массового антисемитизма нет — просто людям не нравятся негативные стереотипы. Более того, эту нелюбовь разделяют и ассимилированные евреи. Стереотипы жертв и местечковых страдальцев стоят между ними и культурой их народа. Если надо, чтобы они чувствовали себя евреями, им нужно видеть другой образ еврея. Рассказ о вечно страдающем, плачущем и хныкающем еврее всем надоел. И надоел рассказ о том, как все погибли и какая страшная катастрофа случилась шестьдесят лет назад, и образ Гоцмана здесь как нельзя кстати, — заключает Кузнецов.
Продолжая тему, известный российский еврейский публицист Олег Юрьев отмечает, что евреи, благодаря современному кинематографу, становятся существами легендарными — как и что было, как они там в действительности выглядели, никому уже, в сущности, не известно. Да и неинтересно. Ситуацию, по мнению Юрьева, можно условно сравнить с изображением русских дворян в послевоенной советской кинематографии и их статусом в средне- и позднесоветской культуре — статусом практически сказочных птиц, каких-то щебечущих по-французски Симургов. На примере одной из серий «Войны и мира» Сергея Бондарчука Юрьев сравнивает: какой из Машкова биндюжник, такой из Тихонова князь — несмотря на всю их обоих нечеловеческую красоту. При этом нельзя говорить, что в Советском Союзе 60-х, 70-х, 80-х годов не имелось потомков этих кинодворян — да сколько угодно, и уж всяко не меньше, чем в нынешней России потомков этих телеевреев. Но всё же, но всё же… а возможно, и потому именно: решение привлечь «невиноватых» артистов и принципиально отказаться от накатанного «одесского языка» — языка Бубы Касторского и Михаила Водяного, — Юрьев полагает принципиально правильным и п(д)оказывающим удивительное чувство времени — не того, прошлого, а нынешнего, будущего. По словам Юрьева, чтобы изобразить «за Одессу» в известном опереточно-анекдотическом стиле, не нужно быть профессиональным артистом — на это способен практически любой житель бывшего СССР (после двух рюмок). Профессиональный артист Машков, губами голливудского шерифа мучительно вставляющий «шо» и «тудою» в московско-нормативные по мелодике и звукоизвлечению реплики, представляет собою трогательное и героическое зрелище, к которому скоро привыкаешь и с которым охотно смиряешься, понимая, что легче всего ему было бы сделать «Беню Крика». На еврея он, конечно, похож. А кто не похож? — вопрошает Юрьев. — Все похожи! Или евреи на всех похожи. Но, конечно же, не на одесского, а на какого-то… сибирского. Что, впрочем, в стилистике «Ликвидации» совершенно неважно: не Гоцман должен быть похож на еврея, а евреи на Гоцмана, — подытоживает Юрьев.
Знатоки Одессы отмечают множество несовпадений и проколов, — отмечает одесситка Мария Галина. И знаменитая фраза «Беспределу — ша!» — тоже несуществующий конструкт. Гоцман мог бы сказать «Беспределу — генук!», то есть «достаточно», «хватит», «всё». А «ша» — это восклицание, означающее «тише, успокойся!» Хотя, как ни странно, все вышесказанное не отменяет того, что сам по себе фильм симпатичный. Приятно, по словам Галиной, уже то, что массовый кинематограф перестал рассматривать еврея исключительно как комического или, напротив, глубоко трагичного, жертвенного персонажа, что он признал право за людьми чудно́ разговаривать, непривычно себя вести — и при этом заниматься общегосударственным делом, например, бандитов ловить. Ещё лет десять назад это было невозможно. Мало кто знает, что Дубровский (Николай Караченцов), герой телефильма «Д. Д. Д.» (Досье Детектива Дубровского), —на самом деле, согласно литературному источнику — романам Льва Гурского, Яша Штерн, еврейство которого в тексте так или иначе обыгрывалось. А в фильме предпочли эту деталь убрать. В «Ликвидации» же еврейство главного персонажа не воспринимается как экзотика, не является причиной конфликта, трагедии или комедии. И сам Гоцман, как убеждена Галина, получился вполне правдоподобным — в рамках заданных ему обстоятельств, разумеется. Ну и не считая одесского жаргона.

## Аутентичность одесского говора
Кандидат философских наук, доцент культурологии и философии Уральской академии государственной службы Леонид Чернов считает, что главный герой фильма «Ликвидация» Давид Маркович Гоцман так запомнился российским телезрителям благодаря своему языку. Создатели фильма, по мнению Чернова, сумели если и не воссоздать аутентичную атмосферу послевоенной Одессы, то, во всяком случае, создать особенную языковую атмосферу того времени.
Как отмечает Инна Кабанен (Хельсинкский университет), главный герой сериала «Ликвидация» — начальник отдела по борьбе с бандитизмом Одесского уголовного розыска Давид Маркович Гоцман — после выхода фильма стал новым национальным героем. Однако «Ликвидация» вызвала неоднозначную реакцию как публики и критиков, так и специалистов по одессистике. По мнению Кабанен, одесский язык «Ликвидации» отличается от реальности;
Во-первых, интонация. Одесский язык интонационно очень богатый, и именно интонация может радикально изменить значение той или иной фразы, того или иного слова, сделать простую фразу одесской. Одесскому языку присуща своеобразная восходяще-нисходящая интонация, характерная для идиша и для русского языка евреев. Отличительной чертой такой интонации является определённая «певучесть», а также, можно сказать, интеррогативность даже в неинтеррогативных фразах. В диалогах актёров «Ликвидации» восходяще-нисходящая интонация отсутствует, хотя некоторые из них и пытаются её передать. Утрируя, одесские герои фильма «перекидываются одесскими фразами», но произнесёнными по-русски, в крайнем случае, с украинскими интонационными нюансами.
Ещё одна деталь, на которую можно обратить внимание, — это часто звучащее слово шо. В одесском языке данное слово произносится как шё, то есть более мягко, чем упомянутое шо, которое хоть и встречается в Одессе, но, в основном, среди носителей украинского языка. К тому же в диалогах фильма иногда проскальзывает вовсе чуждое одесскому языку слово чё (например, во фразе Гоцмана в адрес Фимы: «Да чё ты дёргаешься»). Тот же самый феномен шокания вместо шёкания можно наблюдать и в других крылатых фразах, изрекаемых Гоцманом.
Признанный по итогам Международной книжной выставки «Зеленая волна» (1997) самым читаемым писателем Украины, одессит Валерий Смирнов, возмущённый таким лжеодесским говором главного героя, пишет по этому поводу, что это москвичам или киевлянам с их родным шо можно «впарить» постоянно шокающего мало того, что одессита, так ещё и с «графой». Необычайная мягкость при произношении, непередаваемый на бумаге звук по-змеиному шипящих букв, отсутствие фрикативного г, никогда не переходящий в твёрдый знак мягкий знак после шипящих букв, к тому же употребляющийся, вопреки правилам русского языка, в суффиксах и сочетаниях типа «нч» и «шк»… Ведь тот Давид Гоцман родился во времена, за которые писал автор «Одесских рассказов» Аркадий Аверченко, мечтавший в виде благодарности за гостеприимство подарить одесситам в вечное пользование неведомую им букву «ы». С одесским акцентом или надо родиться, или бесполезно пытаться его имитировать, третьего не дано. Так и что можно взять с того Давида Гоцмана, кроме анализов? — вопрошает Смирнов. К тому же в Одессе Давидов принято именовать не Да́вами, а До́дами. Гоцману говорят: «Иди кидайся головой в навоз», а он в ответ ведёт себя так, будто его зовут не До́диком, а Ша́ей, и даже элементарно не доказывает собеседнику, что тому сильно жмут пломбы в зубах. Да сказать такое одесситу, — возмущается Смирнов, — всё равно, что брякнуть в его присутствии, сто раз пардон, «ОдЭсса». А в той «Ликвидации» это чёрное слово произносит не кто-нибудь, а сам Утёсов, после чего покидает родной город почему-то не то что весь из себя живой, но и с уцелевшими гландами, без предварительно натянутого на тухес гла́за. Если вы не знаете слова «тухес», обратитесь за разъяснением к маршалу Жукову из того кино. У того турка Гоцмана всю дорогу дел по гланды, но при этом он чертит ребром ладони почему-то по горлу, а не ниже пояса, и головой в навоз не кидается. Наверное, только потому, что фраза за навоз впервые прозвучала в Одессе лет через двадцать после того, как из органов массово поуходили безродных космополитов гоцманов. И, как каждый шмокнутый, заместитель начальника уголовного розыска подполковник Гоцман оказался сильно военным. В одесском смысле слова. Гарантирует: «Гепну в морду», хотя «гепнуться» означает «упасть». Гоцман-Поцман уже в первой серии «Ликвидации» упадает до сильного цафлерства и заставляет своих подчинённых заниматься такими делами, рядом с которыми мелко плавали маркиз де Сад и гестапо. А как же иначе, если Гоцман, с прямо-таки гицельским блеском на шнифте, приказывает: «Крути ему антона на нос»? Та до такого зверства святая инквизиция и та не догадалась. Дался Гоцману этот неведомый даже самому Бабелю термин «антон». «Но если быть откровенным до таки самого не обтертого об затылок конца, Гоцман мало того что Поцман, так ещё и на всю голову. Клянусь здоровьем детей моих соседей!» — расставляет точки над «i» Смирнов. В этом со Смирновым полностью солидарен Анатолий Вассерман, ставя Машкова в роли одессита Гоцмана в конец списка тех, с кого следовало бы начинать ознакомление с разговорной речью Одессы.
Положительным примером достоверной передачи «одесского языка» служит игра актрисы Светланы Крючковой, которой досталась роль еврейки Песи, соседки Гоцмана по дому. В этом ей помогло, предположительно, происхождение актрисы — она родилась и выросла в послевоенном Кишинёве, где жила большая еврейская община.

## Исторические прототипы
Относительно личности, послужившей прототипом для создания образа Давида Гоцмана, среди краеведов Одессы до сих пор нет единого мнения. Когда «Ликвидация» была ещё в планах, в Одессу приехали актёры, которые должны были играть в этом фильме. Владимир Машков с коллегами сразу же отправился в Музей милиции, чтобы ознакомиться с «делом» Давида Курлянда. Есть даже расписка, что они взяли на изучение папку с воспоминаниями для работы над фильмом. Многие одесситы полагают, что прототипом Гоцмана стал не только Давид Курлянд — черты этого телегероя позаимствованы также и у других асов одесской послевоенной «уголовки». По словам пенсионеров НКВД, служивших в 40-х годах, образ Давида Гоцмана, которого сыграл Владимир Машков, скорее всего собирательный. Среди предполагаемых прототипов собирательного кинематографического образа — Артём Кузьменко, дослужившийся до генерал-майора. Вот только с одесскими бандитами он боролся не после, а до Великой Отечественной войны. А послевоенный порядок наводил уже на Житомирщине. Хотя старожилы полагают, что именно его хватку «освоил» Гоцман. В то же время некоторые одесситы заявляют, что своими действиями и «нюхом» центральный персонаж фильма похож на Виктора Павлова, который с апреля 1944 г. был начальником первого периферийного отделения по борьбе с бандитизмом Управления комиссариата внутренних дел Одесской области. Именно он прославился разоблачением банды, состоявшей, как и в фильме «Ликвидация», из дезертиров Советской Армии, купивших оружие у фашистов. И воевали они не против советских войск, но и не за немцев, а против всех — за «красивую жизнь». Ветераны милиции утверждают, что таким бесшабашным и храбрым, как Гоцман, мог быть только оперативник Франк или сотрудник специального отряда по борьбе с бандитизмом Янкель Шлёмович Флиг. Вот таким многоликим получился телегерой, — заключает обозреватель «Новой газеты» Людмила Воронкова. В послевоенные годы громкие преступления раскрывала целая команда профессионалов одесского УГРО. Собирательный образ такого профессионала и воплощён в главном герое сериала Давиде Гоцмане, роль которого блестяще сыграл актёр Владимир Машков, — отмечает заместитель председателя Всемирного клуба одесситов Аркадий Креймер.

### Давид Курлянд
Из всех исторических прототипов имя «Давид» носил только Давид Курлянд (1913—1993), на то время заместитель начальника уголовного розыска, и при создании образа главного героя и написании сценария сериала «Ликвидация» его личное дело изучали Поярков и Урсуляк. Именно при нём была уничтожена банда, действия которой легли в основу фильма «Ликвидация». Многие качества этого человека можно найти в герое Машкова — Гоцмане. Скромен, полностью отдан работе, практически не думает о себе. В личном деле имеются два ходатайства его коллег по службе о получении разрешения на прописку в его коммунальной двухкомнатной квартире в 33 метра² внучки с мужем, которая там родилась и проживала в своё время 12 лет, а сейчас могла бы оказывать помощь ветерану, и о выделении материальной помощи уже 77-летнему полковнику запаса для лечения жены (1990 г.). Так что гроза бандитов немного для себя наработал. В Одессе живёт его сын Анатолий. Сын оперативника так высказался о воплощении Машковым его отца:

Образ замначальника уголовного розыска Одессы полностью исказили. Машков не похож на отца, который был ещё добрее. А вот внешностью вроде похож. … Но приятно, что об отце сняли фильм. Он заслужил, отдав работе в органах. Все его уважали и боялись, бандиты в том числе. Отец ушел на пенсию в 63 года. Был награждён орденом Красной звезды.

### Виктор Павлов
Виктор Павлов с апреля 1944 года возглавлял отдел по борьбе с бандитизмом УНКВД Одесской области. О том, как он боролся с бандитизмом в Ингушетии, не только легенды ходят, но имеются также и публикации в журналах. Именно он ликвидировал деятельность банды, члены которой, одетые в полувоенную форму, вооружённые, на машине марки «Додж» нападали на колхозников по Овидиопольской трассе, ехавших на рынок. Бандиты избивали крестьян, отнимали у них продукты, вещи, деньги, грузили на свою машину, потерпевших укладывали на землю, а если кто поднимал хоть голову — стреляли на месте. Такие же налёты они совершали и на других дорогах — при выезде на Березовку, Тирасполь, Николаев. Павлову удалось выяснить, что главарь бандитов по кличке «Батя» — блондин высокого роста, средних лет, умеющий виртуозно водить автомобиль, судимый ещё до войны и приговорённый к высшей мере наказания. В его банде были дезертиры, бывшие полицаи. Оружие приобретали ещё у немцев. Воевали не против «наших» за немцев, а против всех за «красивую жизнь» (герой Пореченкова Академик говорит примерно так: «Ты думаешь, я немцев люблю? Я ва́с ненавижу!»). Эта вооружённая банда из 16 человек была обезврежена, и все приговорены к высшей мере наказания (смертная казнь тогда ещё не была отменена). Вспоминает Василий Давиденко:

Виктор Павлов хорошо себя показал в борьбе против банды из 16 человек, которая нападала на колхозников. Орудовали они, как правило, на Овидиопольском шоссе. Именно Павлов вычислил главаря по кличке «Батя».

### Янкель Флиг
Израильский журналист Леонид Левин установил, что после обсуждения прототипа сериала «Ликвидация» на Совете ветеранов войны и одесской милиции было решено, что таким «безбашенным» и смелым человеком, как Гоцман, мог быть, в первую очередь, Янкель Флиг (1920—2006). Левин отыскал сына, который рассказал, что по окончании школы в 1938 году Я. Ш. Флиг поступил в Одесское пехотное училище, однако в связи с начавшейся войной обучение в училище было приостановлено — курсанты были брошены на защиту Одессы. Несмотря на ситуацию, сложившуюся на фронте, училище было эвакуировано в город Уральск. Получив звание лейтенанта, Янкель (Яков) Флиг попал в дивизию, сражавшуюся под Москвой. Лейтенант Флиг был назначен командиром взвода конной разведки полка, где отличился практически сразу. Огнём противника была уничтожена значительная часть конной тяги орудий. Перед командиром конной разведки была поставлена задача увести лошадей у немцев. Задача была блестяще выполнена. Через некоторое время, в ходе одного из боёв, Яков получил первое ранение в голову и был эвакуирован в госпиталь. После выписки из госпиталя вернулся в свою дивизию и был назначен командиром роты автоматчиков. Командиров с боевым опытом требовалось всё больше, и лейтенанта Флига направляют на известные в те годы офицерские курсы «Выстрел», в Солнечногорске. По окончании курсов, одновременно с присвоением звания «старший лейтенант», Янкель Флиг отправляется на Белорусский фронт и назначается командиром 2-го стрелкового батальона в 1093-м стрелковом полку 324-й дивизии. Линия фронта постепенно приближалась к Восточной Пруссии, и в ходе штурма города-крепости Осовец, начавшегося в ночь на 13 августа 1944 года, старший лейтенант Флиг получил очередное, но уже тяжёлое ранение, и был вновь эвакуирован в госпиталь. После шести полученных во время войны ранений и через полгода лечения в госпитале Яков Флиг был признан инвалидом войны. Тем не менее он добился того, чтобы его перевели для дальнейшей службы во внутренние войска. Служил помощником начальника разведки 386-го стрелкового полка внутренних войск НКВД, вскоре был назначен комендантом румынского города Рымникул-Сирет. После завершения войны в сентябре 1945 года Яков Флиг возвращается в Одессу. Однако никого из близких и родных ему людей в живых уже не было — все они во время оккупации попали в гетто и были уничтожены. В феврале 1946 года по состоянию здоровья старший лейтенант Флиг был уволен из армии, однако фронтовой опыт боевого офицера пригодился и в мирной жизни. В послевоенные годы в Одессе ожила одна из самых острых проблем — бандитизм. Милиция собственными силами не могла справиться с разгулом криминала. Было принято решение о создании специального отряда по борьбе с бандитизмом, состоявшего из демобилизованных военнослужащих. В отряде была создана конная группа, командовать которой был приглашён Яков Флиг, одновременно назначенный заместителем командира отряда. Вскоре бандиты на себе почувствовали боевую выучку фронтовиков. На фронтовой шинели и казачьей кубанке Якова тоже появились новые дыры от пуль. К моменту выхода в запас Я. Ш. Флиг заочно окончил кооперативный техникум и начал работать инженером по транспорту в управлении торговли. В 1991 году Флиг с семьёй репатриировались в Израиль. Обосновавшись в Беэр-Шеве, Янкель Шлёмович до конца дней своих активно работал в Совете инвалидов войны с нацизмом. За штурм города-крепости Осовец награждён орденом Александра Невского.

### Артём Кузьменко и оперативник Франк
Некоторые старожилы Одессы предполагают, что были и другие «гоцманы»: Артём Кузьменко, заместитель начальника Управления НКВД по Одесской области, оперативник Франк. Отчество «Маркович» было у Артёма Кузьменко, а вот с фамилией Гоцман одесситы не вспомнили никого. Однако по решительности, ухваткам и умению разговаривать с одесскими бандитами вспоминали оперативника по фамилии Франк. Возможно, его черты характера и поведения легли в основу образа Гоцмана.

### Давид Гоцман
Известный в Одессе писатель-детективист, автор «Большого полутолкового словаря одесского языка» Валерий Смирнов убеждён в обратном:

Да знал я Давида Гоцмана! Когда я был маленьким, он приходил к нам домой к моему отцу, они были приятелями. Когда вырос, то узнал от отца, что он уехал в Канаду и там последние годы свой жизни провёл! И вообще его жену звали не Норой, как в фильме, а Ривой.

Тем не менее родственников Давида Гоцмана, о котором рассказывал Смирнов, отыскать не удалось.

## Реакция властей после показа сериала
Экс-глава МВД Украины Юрий Луценко после просмотра сериала «Ликвидация» принял решение установить в Одессе памятник Гоцману. Приехав с визитом в Одессу, министр заявил, что перед зданием Одесской областной милиции необходимо поставить памятник Давиду Гоцману. Сериал шёл на Украине и пользовался успехом у одесситов. Поэтому идея поставить памятник вызвала искреннюю поддержку. Но тут возникла проблема: какое лицо должно быть у памятника — Владимира Машкова или Давида Курлянда?. Над памятником трудился киевский скульптор Александр Токарев, который категорически утверждает: в своей работе старательно уходил от какого бы то ни было сходства с киношным подполковником Давидом Гоцманом и вообще с сериалом. «Памятник Гоцману» открыли в День милиции 11 декабря 2008 года у здания ГУ МВД Украины в Одесской области на улице Еврейской, 12. Бронзовую фигуру в погонах подполковника, с лицом реального Давида Курлянда, в городе окрестили памятником Давиду Гоцману. Церемония открытия проходила под мелодии из «Ликвидации».